# Папа (богиня)
Па́па («камень», «основа», «фундамент»), Фаахоту, Хахахоту, Хоохоку, в полинезийской мифологии — обожествлённая земля, мать-земля (нередко Папа ассоциируется с островами вулканического происхождения, а Фаахоту — с коралловыми атоллами). С Папа и Ранги (отец-небо) во многих мифах Восточной Полинезии связывается начало космогонического процесса. Они порождают основных богов (духов). Разделить крепко обнимающих друг друга Ранги и Папа удаётся одному из рождённых ими богов (духов), в ряде мифов это совершает Тане, Мауи.
В мифах Гавайских островов мужем Папа выступает предок-вождь Вакеа (Атеа).